# Cóc có răng đốm đỏ
Cóc có răng đốm đỏ hay còn gọi là cóc bùn (Danh pháp khoa học: Oreolalax rhodostigmatus) là một loài lưỡng cư thuộc họ Megophryidae. Chúng là loài đặc hữu của Trung Quốc.
Các môi trường sống tự nhiên của chúng là các khu rừng vùng núi ẩm nhiệt đới hoặc cận nhiệt đới, suối nước ngọt, carxtơ nội địa, và hang. Loài này đang bị đe dọa do mất môi trường sống.